# Дидбиран
Дидбиран (вариант — Дид-Биран) — исчезнувший населённый пункт в Хабаровском крае. В 1939—1956 годах имел статус рабочего посёлка.

## История
Возник как посёлок золотодобытчиков. 27 августа 1939 населённый пункт Дид-Биран Ульчского района получил статус посёлка городского типа. Одновременно образован Дид-Биранский поселковый совет.
12 сентября 1956 года Дид-Биран был лишён статуса посёлка городского типа. Одновременно был упразднён Дид-Биранский поселковый совет, а его территория присоединена к Удыльскому с/с.
9 декабря 1965 года Дид-Биран был отнесён к Агние-Афанасьевскому с/с, а 12 сентября 1968 года исключён из учётных данных.